# Vicente Jiménez Zamora
Mons. Vicente Jiménez Zamora (* 28. ledna 1944 Ágreda) je španělský katolický biskup, arcibiskup zamorský.